# Marian Pieścikowski
Marian Pieścikowski (ur. 29 sierpnia 1924, zm. 25 kwietnia 2023) – polski działacz państwowy i menedżer, w latach 1982–1984 wicewojewoda pilski.

## Życiorys
Pochodził z Chodzieży. W 1932 wstąpił do Związku Harcerstwa Polskiego, pełnił funkcję przybocznego w 1 Drużynie Harcerskiej im. Zawiszy Czarnego w Chodzieży. W okresie II wojny światowej skierowany na roboty przymusowe do III Rzeszy, następnie powrócił do rodzinnego miasta. W 1947 przeniósł się do Piły i powrócił do działalności harcerskiej. W latach 1949–1950 kierował hufcem ZHP w tym mieście, który został następnie podporządkowany Związkowi Młodzieży Polskiej. Odbył służbę wojskową, następnie pomiędzy 1950 a 1975 zakładał i kierował placówkami Narodowego Banku Polskiego w różnych miastach Wielkopolski, m.in. Jarocinie i Ostrowie Wielkopolskim. W 1975 powrócił do Piły. W latach 1982–1984 pełnił funkcję wicewojewody pilskiego. W późniejszych latach zajął się działalnością na własny rachunek. Był również działaczem sportowym i oświatowym.
W 1949 ożenił się z Janiną (Niną), także działaczką harcerską pochodzącą z Baranowicz. Doczekali się dwójki dzieci. W 2023 świętowali 74. rocznicę ślubu.
29 kwietnia 2023 pochowany na Cmentarzu Komunalnym w Pile.

## Odznaczenia i wyróżnienia
Odznaczony m.in. Krzyżem Kawalerskim Orderu Odrodzenia Polski (1985), Medalem za Długoletnie Pożycie Małżeńskie (1999), Srebrnym Krzyżem „Za Zasługi dla ZHP” i Odznaką „Za Zasługi w Rozwoju Województwa Pilskiego”. 